# Da bambino
Da bambino è un brano musicale composto da Riccardo Pradella (testo) e Renato Angiolini (musica), classificatosi 7º al Festival di Sanremo 1968 nell'interpretazione in abbinamento di Massimo Ranieri ed I Giganti.

## Storia
Ranieri, al debutto sanremese e non ancora diciassettenne, grazie all'inaspettato successo del brano venne confermato per l'edizione successiva del Cantagiro.

## 45 giri
Dopo il Festival vennero pubblicati i rispettivi singoli contenenti il brano: Ranieri lo abbinò a Ma l'amore cos'è, mentre il disco de I Giganti proponeva come lato B la canzone Tabù.